# Kodeks karny Napoleona z 1810 roku
Kodeks karny (fr. Code pénal) – francuski kodeks karny z 12 lutego 1810 roku.
Był ostatnim spośród  pięciu kodeksów powstałych w trakcie tzw. kodyfikacji napoleońskiej i zarazem jednym z pierwszych nowożytnych kodeksów prawa karnego. Zastąpił on kodyfikację z lat rewolucji francuskiej (Code des délits et des peines). Regulował wyłącznie prawo karne materialne; prawo procesowe zostało skodyfikowane we wcześniejszym akcie – Code d’instruction criminelle z 1808 roku.
Code pénal z 1810 roku uwzględniał postulaty szkoły prawa natury oraz zdobycze okresu rewolucji, takie jak zasada równości wobec prawa karnego, zasady nullum crimen i nulla poena sine lege oraz zasada lex retro non agit, naczelne znaczenie zasady publicznoprawnej, czy też materialno-formalna definicja przestępstwa. Kodeks ów stanowił znaczące osiągnięcie pod względem techniki legislacyjnej; był aktem jasnym i precyzyjnym i dzielił się na przepisy wstępne oraz 4 księgi, z których dwie dotyczyły zagadnień ogólnych, a dwie – szczególnych. Jako pierwszy wprowadził on trójpodział przestępstw na zbrodnie (crimes), występki (délits) i wykroczenia (contraventions). Podstawą podziału był charakter kary i rodzaj sądów właściwych do orzekania w danej sprawie. Kodeks wprowadzał podział na kary kryminalne (dręczące i hańbiące) za zbrodnie (nakładane przez sądy przysięgłych), kary poprawcze za występki (nakładane przez trybunały policyjne) oraz kary policyjne za wykroczenia (nakładane przez sądy policji prostej). Kodeks karny nie stanowił takiego przełomu w prawie karnym, jak Code civil z 1804 roku w dziedzinie prawa cywilnego (nie uwzględniał chociażby postulatów kierunku humanitarnego dotyczących zniesienia kary śmierci, utrzymywał feudalne kary pręgierza i piętnowania; znał również instytucję śmierci cywilnej), mimo to jednak wywarł silny wpływ na kształtowanie prawa karnego epoki, w szczególności na ustawodawstwo niemieckie.
Napoleoński code pénal podlegał licznym nowelizacjom, szczególnie w okresie między 1824 a 1863 rokiem, kiedy to wprowadzono zmiany idące w kierunku złagodzenia zbyt ostrej i niehumanitarnej represji karnej (np. likwidacja kwalifikowanej kary śmierci za ojcobójstwo w 1832 roku, zniesienie kary pręgierza w 1848 roku, zniesienie instytucji śmierci cywilnej w 1854 roku). Po II wojnie światowej wprowadzono również przepisy o środkach wychowawczych wobec nieletnich. Kodeks obowiązywał do czasu zastąpienia go przez nowy kodeks karny z 1 marca 1994 roku.